# Peder Sørensen (læge)
 Der er flere personer med dette navn, se Peter Sørensen.
Peder Sørensen eller Petrus Severinus (1540 eller 1542 i Ribe – 28. juli 1602 i København under pesten) var livlæge hos Frederik II og senere hos Christian IV. Han var venner med Hans Phillipsen (Johannes Pratensi) og Tycho Brahe og udgav 1571 Ideæ Medicinae, hvori han udlagde Paracelsus' lære.
Han opnåede stor berømmelse i Europa. Via Hans Phillipsen (Johannes Pratensi) og Tycho Brahe udbredte paracelsismen sig og fik mange tilhængere.
Han blev begravet i pesthelgenen Sankt Rochus' Kapel i Vor Frue Kirke, som siden er forsvundet.